# Köşk, Hüyük
Köşk là một thị trấn thuộc huyện Hüyük, tỉnh Konya, Thổ Nhĩ Kỳ. Dân số thời điểm năm 2011 là 724 người.